# 野球オーストリア代表
野球オーストリア代表（やきゅうオーストリアだいひょう）は、オーストリアにおける野球のナショナルチームである。WBSCヨーロッパに所属するオーストリア野球・ソフトボール連盟が統括している。WBSC世界ランキングは27位（2023年11月2日発表時点）。

## 歴史
2007年の第30回欧州野球選手権では本選に初出場。決勝リーグ進出はならず、11位決定戦でもロシアに敗れたが、チェコが規定違反の選手を出場させたペナルティを受けたことから最下位を免れた。
2017年7月、セルビアのベオグラードで開催された第35回欧州野球選手権の予選1組でイスラエルを破り、翌年6月にオーストリアのウィーナーノイシュタットで開催された3試合制（2戦先取）のプレーオフに進出。リトアニアに10-0、25-3と大差をつけて2連勝し、12年ぶり2度目の本選出場を決めた。
2019年9月にドイツのボンとゾーリンゲンで開催された本大会では10位となり、次回大会の出場権を獲得した。
2021年9月にイタリアのピエモンテ州で開催された第36回欧州野球選手権ではグループステージでイタリア、ベルギー、ギリシャと同組に振り分けられた。初戦のベルギー戦に12-11で辛勝したものの、ギリシャとイタリアに連敗し同組3位となり準々決勝進出を逃した。順位決定戦ではスロバキアに勝利した後、ロシアに敗れ11位決定戦に回り、スウェーデンに5-0で勝利。最終成績は11位となり、次回大会の出場権を獲得した。
2023年9月にチェコで開催された第37回欧州野球選手権では、グループステージで開催国チェコ、結果的に優勝したスペイン、そしてギリシャに3連敗した。その後、降格ラウンドでもスイス、ウクライナに連敗し、次回大会の出場権獲得を逃した。最終戦でハンガリーに勝利して全敗は免れたものの、最終成績は過去最低の15位となった。

## 国際大会

### ワールド・ベースボール・クラシック
| 回 | 年   | 開催地                                                                       | 順位   |
| -- | ---- | ---------------------------------------------------------------------------- | ------ |
| 1  | 2006 | アメリカ合衆国の旗 · 日本の旗 · プエルトリコの旗                             | 不参加 |
| 2  | 2009 | アメリカ合衆国の旗 · 日本の旗 · プエルトリコの旗 · メキシコの旗 · カナダの旗 | 不参加 |
| 3  | 2013 | アメリカ合衆国の旗 · 日本の旗 · プエルトリコの旗 · 中華民国の旗              | 不参加 |
| 4  | 2017 | アメリカ合衆国の旗 · 日本の旗 · 大韓民国の旗 · メキシコの旗                  | 不参加 |
| 5  | 2023 | アメリカ合衆国の旗 · 日本の旗 · 中華民国の旗                                 | 不参加 |

### オリンピック
| 回 | 年   | 開催地     | 順位     |
| -- | ---- | ---------- | -------- |
| 26 | 1992 | バルセロナ | 予選敗退 |
| 27 | 1996 | アトランタ | 予選敗退 |
| 28 | 2000 | シドニー   | 予選敗退 |
| 29 | 2004 | アテネ     | 予選敗退 |
| 30 | 2008 | 北京       | 予選敗退 |
| 33 | 2021 | 東京       | 予選敗退 |

### WBSCプレミア12
| 回 | 年   | 開催地                                                | 順位                                     |
| -- | ---- | ----------------------------------------------------- | ---------------------------------------- |
| 1  | 2015 | 日本の旗 · 中華民国の旗                               | 参加資格無し（世界ランキング39位のため） |
| 2  | 2019 | 日本の旗 · 中華民国の旗 · 大韓民国の旗 · メキシコの旗 | 参加資格無し（世界ランキング27位のため） |
| 3  | 2024 | 日本の旗 · 中華民国の旗 · メキシコの旗                | 参加資格無し                             |

### 欧州野球選手権
- 2007年 - 11位
- 2019年 - 10位
- 2021年 - 11位
- 2023年 - 15位

## 世界ランキング
WBSCが発表している男子野球世界ランキングにおいて、オーストリアの順位は以下の通りである。
| 回 | 発表日         | 順位 | 変動 | ポイント |
| -- | -------------- | ---- | ---- | -------- |
| 1  | 2012年12月31日 | 54   | +-0  | 2.78     |
| 2  | 2014年12月31日 | 39   | 15   | 12.28    |
| 3  | 2016年12月31日 | 31   | 8    | 219      |
| 4  | 2018年9月25日  | 27   | 4    | 290      |
| 5  | 2018年12月17日 | 27   | +-0  | 290      |
| 6  | 2019年12月31日 | 29   | 2    | 294      |
| 7  | 2020年3月18日  | 29   | +-0  | 294      |
| 8  | 2021年6月28日  | 30   | 1    | 212      |
| 9  | 2021年8月11日  | 34   | 4    | 141      |
| 10 | 2021年12月31日 | 30   | 4    | 258      |
| 11 | 2022年12月31日 | 26   | 4    | 305      |
| 12 | 2023年3月28日  | 27   | 1    | 305      |
| 13 | 2023年8月15日  | 26   | 1    | 303      |
| 14 | 2023年10月5日  | 27   | 1    | 295      |
| 15 | 2023年11月2日  | 27   | +-0  | 295      |

## 歴代監督
- マーティン・ラングロワ
- 坂梨広幸[8]（2015 - 現在）